# Пикар, Харви
Харви Лоуренс Пикар (англ. Harvey Lawrence Pekar; 8 октября 1939 — 12 июля 2010) — американский писатель, музыкальный и литературный критик, общественный деятель. Наиболее известен как автор серии автобиографических комиксов American Splendor (рус. Американское великолепие). В 2003 по мотивам серии был снят одноименный фильм, в котором роль Пикара исполнил Пол Джаматти.

## Биография
Харви Пикар родился в Кливленде, штат Огайо, в семье Сола и Доры Пикар, иммигрантов из Белостока. Сол Пикар владел продуктовым магазином на Кинсман Авеню, в котором семья и жила. Харви Пикар окончил школу Shaker Heights High в 1957 году и затем поступил в Университет Кейс Вестерн резерв, который бросил спустя год. После он пошел служить в ВМС США. Уволившись из армии, вернулся в Кливленд, где он жил на случайные заработки до приема на работу клерком в больнице Cleveland's Veteran's Administration Hospital. Он держался этого места, даже когда приобрел известность, и ушел на пенсию только в 2001.

## Американское великолепие
Дружба Харви Пикара с художником Робертом Крамбом привела к созданию независимого, автобиографического цикла комиксов  American Splendor (рус. Американское великолепие). Первоначально иллюстрации к первой истории «Crazy Ed» нарисовал сам Пикар. Это были довольно условные наброски, персонажи на которых были выполнены в технике «палочных человечков». Тем не менее, Крамбу и другому художнику Роберту Армстронгу понравился сценарий Пикара и они оба вызвались проиллюстрировать комикс, который вскоре был опубликован в журнале Крамба The People's Comics. Таким образом Крамб стал первым художником, работавшим над серией American Splendor. Комикс описывал повседневную жизнь вымирающих районов Кливленда, родины Пикара. Первый выпуск American Splendor вышел в 1976 году. Впоследствии комикс издавался во многих томах и антология.